# Segesta

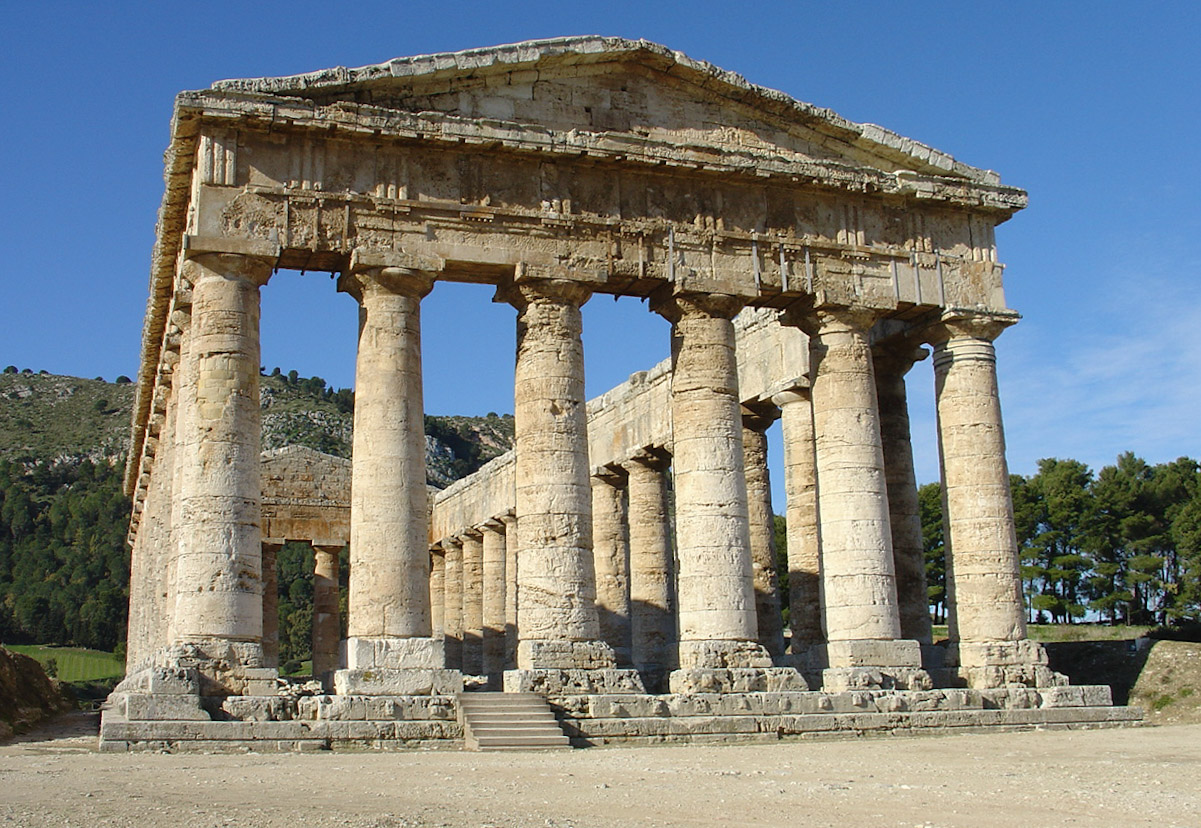
Templo em Segesta.

Segesta foi a antiga capital dos elímios, localizada no noroeste da Sicília, hoje na comuna italiana de Calatafimi-Segesta. Os gregos a conheciam por Egesta. A helenização de Segesta aconteceu muito cedo e teve um efeito profundo em seu povo.

## História
De acordo com a tradição Segesta foi fundada por Acestes e por companheiros de Eneias, e o povo autóctone, os elímios, logo foi helenizado. Na Antiguidade Segesta permaneceu em perene conflito com Selinunte, que repercutiu para outros locais e acabou revertendo em sua destruição por Cartago em 307 a.C., mas foi reconstruída. Em 276 a.C. aliou-se a Pirro do Epiro, mas rendeu-se aos romanos em 260 a.C., que concederem a ela o status de cidade livre, mas pouco se sabe sobre sua história durante a dominação romana. Nas invasões dos vândalos, foi destruída novamente, e hoje permanece apenas como um sítio arqueológico, com vários monumentos, especialmente um grande templo dórico.